# Lescure
Lescure település Franciaországban, Ariège megyében. Lakosainak száma 483 fő (2022. január 1.). Lescure Camarade, Clermont, Montesquieu-Avantès, Montjoie-en-Couserans, Rimont és Rivèrenert községekkel határos.

## Népesség
A település népessége az elmúlt években az alábbi módon változott:
| Lakosok száma | 451  | 385  | 388  | 492  | 503  | 503  | 499  | 493  | 489  | 483  |
|               | 1968 | 1982 | 1990 | 2006 | 2013 | 2015 | 2017 | 2019 | 2020 | 2022 |